# 东山书院 (湘乡)
东山书院旧址位于中国湖南省湘乡市东台山麓。为东山学院的建筑遗迹，现为东山学校的一部分。

## 历史
东山书院始建于1895年，初建时名东山精舍。1900年改称东山书院。1905年建立湘乡县公立东山高等小学堂。1940年改为中学，名称是湖南省私立东山初级中学。1951年，私立东山初级中学与湘乡市一女子职业学校合并为湘乡市一初级中学。1958年9月10日，毛泽东题写校名“东山学校”。现在东山书院已成为一所完全中学。2003年成为湖南省重点中学。
毛泽东、陈赓、谭政等人曾在此求学。

## 建筑特点
书院基本上保留了一百多年前的原貌，为清代光绪年间的建筑群。
书院建筑主体具有典型的湖湘书院文化特色，采取中轴对称多重院落空间布局，由围墙、阙屋，环河、石桥、正堂三进（头门、讲堂、礼殿）及东西各五斋及藏书楼组成。其中东西斋为对称结构。
书院建筑同时融入了地方祠庙建筑特点和西式建筑风格。

## 荣誉
- 2002年，东山学校旧址被评选为湖南省爱国主义教育基地。[2]
- 2006年，东山学校被评为全国重点文物保护单位。[2]
- 2007年，东山学校被列为湖南核心区“红三角”旅游圈上的红色景点。[2]